# Gercourt-et-Drillancourt
Gercourt-et-Drillancourt és un municipi francès situat al departament del Mosa i a la regió del Gran Est. L'any 2007 tenia 138 habitants.

## Demografia

### Població
El 2007 la població de fet de Gercourt-et-Drillancourt era de 138 persones. Hi havia 48 famílies, de les quals 16 eren unipersonals (8 homes vivint sols i 8 dones vivint soles), 16 parelles sense fills i 16 parelles amb fills.
La població ha evolucionat segons el següent gràfic:
Habitants censats

### Habitatges
El 2007 hi havia 73 habitatges, 57 eren l'habitatge principal de la família, 14 eren segones residències i 2 estaven desocupats. Tots els 72 habitatges eren cases. Dels 57 habitatges principals, 52 estaven ocupats pels seus propietaris, 3 estaven llogats i ocupats pels llogaters i 2 estaven cedits a títol gratuït; 2 tenien dues cambres, 5 en tenien tres, 15 en tenien quatre i 35 en tenien cinc o més. 46 habitatges disposaven pel capbaix d'una plaça de pàrquing. A 21 habitatges hi havia un automòbil i a 26 n'hi havia dos o més.

### Piràmide de població
La piràmide de població per edats i sexe el 2009 era:
| Homes | Edats   | Dones |
| ----- | ------- | ----- |
| 0     | 95 o +  | 0     |
| 0     | 90 a 94 | 0     |
| 4     | 85 a 89 | 0     |
| 4     | 80 a 84 | 8     |
| 0     | 75 a 79 | 4     |
| 0     | 70 a 74 | 0     |
| 8     | 65 a 69 | 8     |
| 4     | 60 a 64 | 4     |
| 0     | 55 a 59 | 0     |
| 8     | 50 a 54 | 4     |
| 0     | 45 a 49 | 12    |
| 20    | 40 a 44 | 0     |
| 4     | 35 a 39 | 4     |
| 0     | 30 a 34 | 8     |
| 0     | 25 a 29 | 0     |
| 4     | 20 a 24 | 0     |
| 4     | 15 a 19 | 4     |
| 12    | 10 a 14 | 8     |
| 4     | 5 a 9   | 4     |
| 8     | 0 a 4   | 4     |

## Economia
El 2007 la població en edat de treballar era de 80 persones, 63 eren actives i 17 eren inactives. De les 63 persones actives 58 estaven ocupades (32 homes i 26 dones) i 4 estaven aturades (2 homes i 2 dones). De les 17 persones inactives 6 estaven jubilades, 5 estaven estudiant i 6 estaven classificades com a «altres inactius».

### Ingressos
El 2009 a Gercourt-et-Drillancourt hi havia 57 unitats fiscals que integraven 150 persones, la mediana anual d'ingressos fiscals per persona era de 15.970 €.

### Activitats econòmiques
Dels 5 establiments que hi havia el 2007, 1 era d'una empresa de construcció, 2 d'empreses de comerç i reparació d'automòbils, 1 d'una empresa financera i 1 d'una empresa de serveis.
L'únic servei als particulars que hi havia el 2009 era un paleta.
L'únic establiment comercial que hi havia el 2009 era una botiga d'equipament de la llar.
L'any 2000 a Gercourt-et-Drillancourt hi havia 14 explotacions agrícoles.

## Poblacions més properes
El següent diagrama mostra les poblacions més properes.